# Maria Elena (nummer)
Maria Elena is een populair lied uit 1932, geschreven door Lorenzo Barcelata. Dit Mexicaanse folklied is volgens overlevering genoemd naar de vrouw van de Mexicaanse president Emilio Portes Gil. Deze was een van de financieel ondersteuners van Barcelata.
De eerste opname zou dateren uit 1934 toen de Mexicaan Herman Castilla (een van de leden van Los Catsillianos) het opnam voor Brunswick Records, dan wel Decca Records Er kwam een redelijke stroom aan covers op gang, van zowel de instrumentale als vocale versie. Onder de artiesten bevinden zich Chet Atkins, Annunzio Paolo Mantovani, Fausto Papetti, Franck Pourcel, maar ook Ry Cooder. Voor de lage landen deed Helmut Lotti in 2001 zijn bijdrage. Het nummer werd een nummer 1-hit in de Billboard Hot 100 voor het Jimmy Dorsey Orchestra met zang van Bob Eberly in 1941. In datzelfde jaar hadden ook Wayne King (nummer 2) en Tony Pastor (nummer 9) met hun orkesten een hit aldaar. In 1964 werd het een hit voor Los Indios Tabajaros.
Het lied is te horen in de films Bordertown uit 1935 en Maria Elena uit 1936.

## Los Indios Tabajaros
Het werd in 1958 opgenomen door Los Indios Tabajaras. Deze versie werd een a succes in geheel Latijns Amerika en werd uiteindelijk heruitgebracht in de V.S. in juli 1963. Het bracht 14 weken door in de Hot 100 in het najaar van 1963, waarvan vier weken in de top 10 in november 1963. Het had een vergelijkbaar succes in het Verenigd Koninkrijk (zeventien weken, hoogste plaats 5). Er werden meer dan een miljoen singles verkocht, en werd beloond met een gouden plaat. Ook in Nederland stond het nummer begin 1964 enkele weken in de Tijd voor Teenagers Top 10 en begin 1965 in de Nederlandse Top 40.

### Tracklist 7" Single
RCA Victor 47-8216
1. "Maria Elena" - 3:09
2. "Jungle dream" - 2:51

### Hitnoteringen
| Maria Elena                | Maria Elena           | Maria Elena | Maria Elena | Maria Elena | Maria Elena | Maria Elena | Maria Elena | Maria Elena | Maria Elena      |
| Hitlijst                   | Datum van binnenkomst | Week:       | 1           | 2           | 3           | 4           | 5           | 6           | Laatste notering |
| -------------------------- | --------------------- | ----------- | ----------- | ----------- | ----------- | ----------- | ----------- | ----------- | ---------------- |
| Tijd voor Teenagers Top 10 | 18-01-1964            | Positie:    | 8           | 10          | 10          |             |             |             | 01-02-1964       |
| Nederlandse Top 40         | 02-01-1965            | Positie:    | 39          | 26          | 25          | 36          | 38          | 37          | 06-02-1965       |

### NPO Radio 2 Top 2000
| Nummer met noteringen in de NPO Radio 2 Top 2000 | '99  | '00  |
| ------------------------------------------------ | ---- | ---- |
| Maria Elena                                      | 1787 | 1893 |

1. ↑  Een vetgedrukt getal geeft de hoogste notering aan.
2. ↑  Deze tabel is bijgewerkt tot en met de laatste editie (2024).